# Спомен на монаха
Спомен на монаха на монаха који радосно умре, јер никога у животу не осуди је у православној цркви 30. март, дан када се верни сећају неименованог монаха, споменутог у Охридском прологу, светог владике Николаја Велимировића, као и многим другим црквеним списима.
Монах је по мишљењу монашког братства са ким је живео био лењ и немаран, тако да је изазвао изненађење својим блаженим изгледом у очекивању своје смрти, што је својствено светитељима. Када су га упитали одакле тај спокој, одговорио им је да у свом животу никога није осуђивао, нити је икоме пожело зло од свог монашења па сво до смрти.

Помиње га и свети Анастасије Синајски у својим списима:
„Један монах провођаше све време у сваковрсном нехату. И пошто тако проведе живот, он се приближи крају. И кад се разболе на смрт, и би на издисају, он се нимало не уплаши од смрти, него се растајаше од тела са сваком благодарношћу, весео и осмехујући се. А присутна братија и оци са игуманом рекоше му: Ми смо видели, брате, да си у нехату провео свој живот, и не знамо, откуда ти у овај страшни час таква безбрижност и слатко осмехивање? Него, окрепљен силом Исуса Христа Бога нашег, подигни се и реци нам, како бисмо сви сазнали, и прославили величину Божју. - Брат се подиже мало са одра и одговори им: Заиста сам, чесни оци, провео свој живот у сваковрсном нехату. И ето, сад бише изнесена пред мене записана сва моја зла дела, и прочитана; и ангели Божји ме упиташе: Сећаш ли се ових дела својих? Ја им одговорих: Да, сећам се тачно. Али, откако се одрекох света и постригох, ја никога не осудих, нити према коме имађах злобу. Стога молим, да се са мном поступи по речи Христовој јер Он рече: Не осуђујте, да не будете осуђени; опраштајте, и опростиће вам се (Мт. 7, 1; 6, 14-15). Када ово рекох, свети Ангели одмах исцепаше ону хартију са гресима мојим. И зато с радошћу и безбрижношћу одлазим к Богу. - Рекавши то, брат мирно предаде душу своју Господу.”